# James Francis McCarthy
James Francis McCarthy (ur. 9 lipca 1942 w Mount Kisco, Nowy Jork) – amerykański duchowny katolicki, biskup pomocniczy Nowego Jorku w latach 1999-2002.

## Życiorys
Święcenia kapłańskie otrzymał 1 czerwca 1968 i inkardynowany został do archidiecezji nowojorskiej.
11 maja 1999 papież Jan Paweł II mianował go biskupem pomocniczym Nowego Jorku ze stolicą tytularną Verrona. Sakry udzielił mu ówczesny metropolita John O’Connor. Z funkcji tej zrezygnował 15 czerwca 2002.